# Выродковы (дворянский род)
Выродковы (Выротковы) —   древний русский дворянский род.

## История рода
В первой половине XVI столетия Выродковы служили по Костроме. Иван и Никита Афанасьевичи, Василий Иванович написаны в Дворовой тетради (за 1537), из них Иван Афанасьевич поручился по князю Воротынскому (1563). Данила Выродков дьяк (1535-1542). Иван Выродков ездил к ногайским мурзам (1538). Иван Григорьевич государев дьяк (1547-1565), поручился по князю И.Д. Бельскому (1562), сделал вклад в Троице-Сергиев монастырь сельцо Думино и деревню Дехтереву.
По опричнине, по делу от заговоре в земщине казнены: Иван Выродков и его дети: Василий, Нагай, Никита, дочь Мария, внук Алексей и ещё два неизвестных внука, сестра Федора, да братья Ивана Выродкова - Дмитрий, Иван, Иван, Пётр Верига, Гаврил и Фёдор Дмитриевичи, две их жены, дочь и внук Выродковы (1568), имена их занесены в синодик опальных.
Архип Сидорович владел поместьем в Орловском уезде (1594).

## Известные представители
- Выродков Иван Григорьевич  (? - 1568) — воевода, первый известный русский военный инженер-фортификатор.